# Florian Vermeersch
Florian Vermeersch (* 12. března 1999) je belgický profesionální silniční cyklista jezdící za UCI ProTeam Lotto–Dstny.

## Kariéra
Vermeersch svou kariéru začal v cyklokrosu. V sezónách 2019 a 2020 závodil za tým Lotto–Soudal U23. 1. června 2020 se přesunul do elitního UCI WorldTeamu Lotto–Soudal. Na mistrovství světa v silniční cyklistice 2021 získal bronzovou medaili v časovce do 23 let. Na Paříž–Roubaix 2021, které bylo kvůli pandemii covidu-19 přeloženo z dubna na říjen, se Vermeersch dostal do brzkého, třicetičlenného úniku. Na čele závodu zůstal a dostal se do boje o vítězství proti Sonnymu Colbrellimu a Mathieu van der Poelovi. V cíli na velodromu v Roubaix byl Colbrellim přesprintován a získal tak druhé místo.

## Hlavní výsledky

### Silniční cyklistika
2019
Národní šampionát
 vítěz silničního závodu do 23 let
6. místo Gylne Gutter
À travers les Hauts-de-France
7. místo celkově
7. místo Hafjell TT
10. místo Lillehammer GP
2020
4. místo Brussels Cycling Classic
Národní šampionát
5. místo časovka
8. místo Giro della Toscana
BinckBank Tour
9. místo celkově
2021
Tour de Wallonie
 vítěz vrchařské soutěže
2. místo Paříž–Roubaix
Mistrovství světa
 3. místo časovka do 23 let
Národní šampionát
5. místo časovka
8. místo Circuit de Wallonie
2022
vítěz Antwerp Port Epic
9. místo Grand Prix du Morbihan
2023
Renewi Tour
2. místo celkově
2. místo Boucles de l'Aulne
3. místo Dwars door het Hageland
3. místo SUPER 8 Classic
3. místo Giro del Veneto
4. místo Ronde van Drenthe
4. místo Antwerp Port Epic
Danmark Rundt
5. místo celkově
Kolem Belgie
7. místo celkově
7. místo Veneto Classic
8. místo Tro-Bro Léon
9. místo Tour du Finistère

#### Výsledky na Grand Tours
| Grand Tour      | 2021 | 2022 | 2023 |
| --------------- | ---- | ---- | ---- |
| Giro d'Italia   | —    | —    | —    |
| Tour de France  | —    | 107  | 120  |
| Vuelta a España | 121  | —    | —    |

| —   | Nezúčastnil se |
| DNF | Nedokončil     |

### Cyklokros
2015–2016
vítěz Junior Grote Prijs Stad Eeklo
Junior Bpost Bank Trophy
vítěz Flandriencross
2. místo Waaslandcross
Junior Superprestige
2. místo Vlaamse Aardbeiencross
2. místo Noordzeecross
2016–2017
Junior DVV Trophy
vítěz Krawatencross
vítěz Junior Zilvermeercross
Junior Brico Cross
2. místo Berencross
3. místo Junior Niels Albert